# Quail Hollow Club
De Quail Hollow Club is een countryclub in de Verenigde Staten. De club werd opgericht in 1961 en bevindt zich in Charlotte, North Carolina. De club beschikt over een 18-holes golfbaan en werd ontworpen door de golfbaanarchitect George Cobb.
Naast een 18 holesbaan, beschikt de club ook over een zwembad, zes tennisbanen en een feestzaal.

## Golftoernooien
Voor het golftoernooi is de lengte van de baan voor de heren 6805 m met een par van 72. De course rating is 74,9 en de slope rating is 139.
- Kemper Open: 1969-1979
- Wells Fargo Championship: 2003-heden